# Stig-Björn Ljunggren
Stig-Björn Ljunggren, född 25 november 1957 i Hamrånge församling i Gävleborgs län, är en svensk statsvetare och politisk chefredaktör på den socialdemokratiska tidningen Sydöstran, Blekinge.

## Biografi
Ljunggren är uppvuxen i Hamrångefjärden tre mil norr om Gävle och började efter gymnasiet på sulfatfabriken i Norrsundet samt därefter på tvål- och ljusfabriken Elfströms Tekniska AB i Gävle. Han spelade amatörteater samt var med och grundade Norrsundets Arbetarteater.
År 1979 påbörjade han sina studier vid Uppsala universitet. Efter att ha läst främst statsvetenskap samt ekonomisk historia och idé- och lärdomshistoria inledde han sina forskarstudier i statsvetenskap 1984. Under studietiden vid Uppsala universitet var Ljunggren aktiv i studentkårspartiet Argus (med rötter i Clarté), men tillbringade också mycket tid på Föreningen Heimdal. Han har också varit ansluten till den socialdemokratiska studentföreningen Laboremus i Uppsala. År 1992 disputerade Ljunggren i statsvetenskap på en avhandling om Moderata samlingspartiets historia, Folkhemskapitalismen.
2003 grundade han tillsammans med Cecilia Stegö Chiló, Mats Linder och Malin Siwe tidskriften Initerat. Tidskriften lades ner efter 20 nummer på grund av bristande lönsamhet.
Ljunggren är medlem av flera maillistor och har grundat listan Tjugo100 och deltar på Elit. Mellan 2011 och 2018 var han ordförande i Bälinge IF. Han har också varit styrelseledamot i organisationen Folkets Hus och Parker.
Ljunggren har arbetat bland annat som skribent, föreläsare, moderator, konsult och S-debattör. Han har även drivit det egna företaget Folkhemsstudier. Tidigare var han omvärldsanalytiker i PR-företaget Rikta Kommunikation och fram till augusti 2011 knuten till PR-företaget Grayling. 

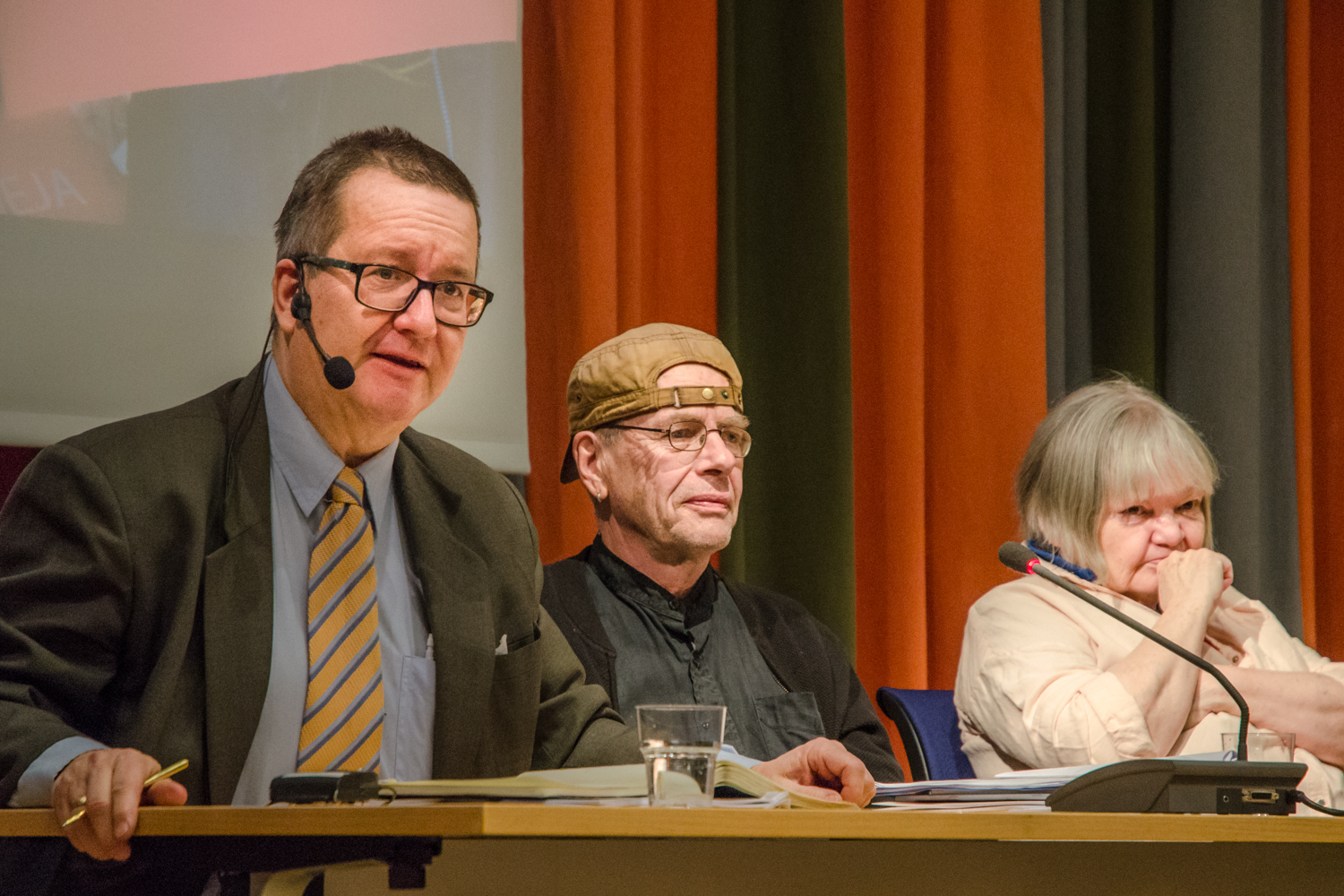
Stig-Björn Ljunggren, Göran Dahl, Anne-Marie Lindgren på ett seminarium om radikalkonservatism i Sverige 2018.

2012 började han som medarbetare hos näringslivsfinansierade forskningsinstitutet Ratio och publicerade där tillsammans med Henrik Malm Lindberg en bok om lärande socialdemokrati.
Sedan 2017 skriver Stig-Björn Ljunggren krönikor hos den marknadsliberala tankesmedjan Timbro.
Ljunggren har suttit i friskolekoncernen Academedias rådgivande organ.
Ljunggren har under årens lopp regelbundet skrivit för många olika publikationer, såsom Svenskt Näringslivs opinionsportal Arbetsmarknads-Nytt, Svenska Dagbladet, Finanstidningen, Östgötacorren, Arbetet, Piteå-Tidningen, Uppsala-Demokraten, Borås Tidning, Örnsköldsviks Allehanda, HSB-nytt, Upphandling 24, samt Arbetarbladet. Han har också medverkat i programmet Boston Tea Party på Kanal 5 och arbetat som ledarskribent på Östra Småland och Nyheterna.
Han är sedan våren 2020 politisk chefredaktör på Sydöstran i Karlskrona efter Hans Bülow.